# Wuda frontalis
Wuda frontalis är en stekelart som först beskrevs av Szepligeti 1916.  Wuda frontalis ingår i släktet Wuda och familjen brokparasitsteklar. Inga underarter finns listade i Catalogue of Life.